# Rânca

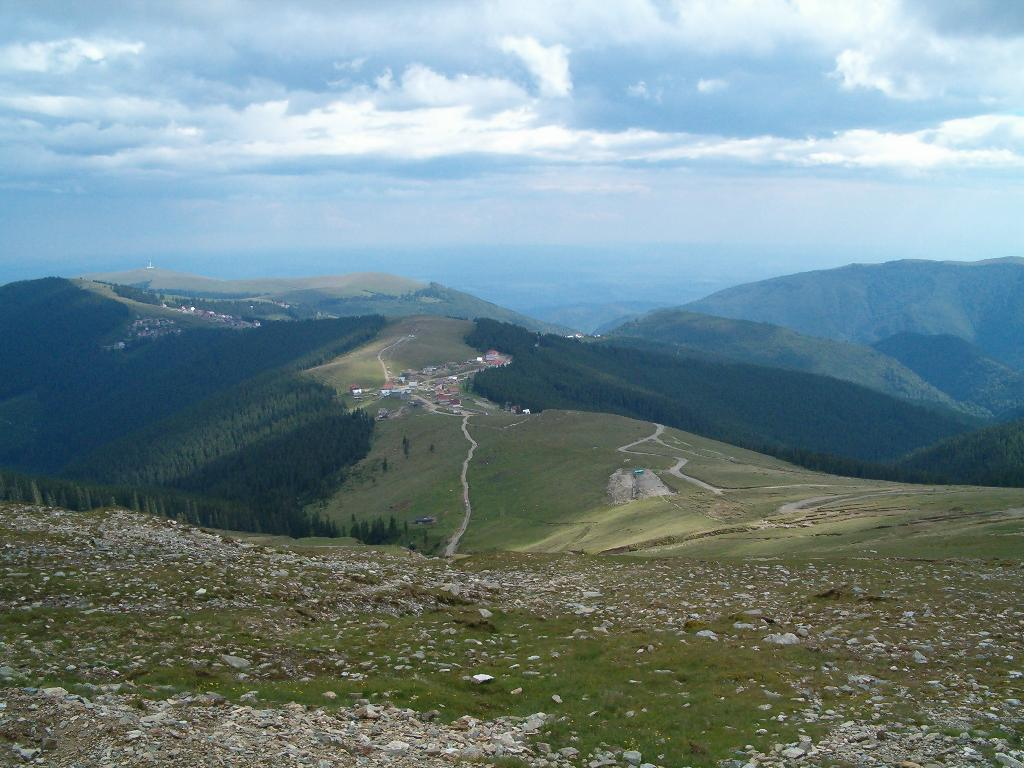
Carretera Rânca i Transalpina - vista des del pic Păpușa (2.135 m)

Rânca és un complex turístic en desenvolupament, situat a la ciutat de Novaci i la comuna Baia de Fier, comtat de Gorj, Romania, situat a 1.600 m altitud, als peus del pic Păpușa a les muntanyes Novaciului de El massís de Parâng, a 18 km de la població de Novaci a la carretera Transalpina (DN67C).

## Històric
L'any 1930, la Banca Populară "Gilortul" de Novaci va posar en pràctica el projecte de Dumitru Brezulescu, amb l'objectiu de crear una estació de muntanya a Rânca. L'acció va començar construint 6 xalets de 5 habitacions cadascun, i el 1937 es va posar en ús el xalet central de Rânca, amb la contribució del llavors primer ministre de Romania, el liberal Gheorghe Tătărăscu. Fins al desembre de 1989, es va construir una casa de camp d'OJT Gorj a Rânca, una casa de camp gestionada per la Universitat de Craiova i una casa de camp dels sindicats miners a la conca del carbó d'Oltènia. A prop hi havia una unitat militar on es duia a terme l'entrenament dels reclutes de les tropes de caça de muntanya.

## La situació actual
Rânca és una localitat en desenvolupament, no té cap categoria com a localitat component de la comuna de Novaci o Baia de Fier.
La zona d'esquí de l'estació està en constant expansió. La pista del centre de l'estació, actualment equipada amb instal·lació nocturna, és la més antiga. A més, quan la capa de neu és favorable, es posen en funcionament altres pistes servides per remuntadors, babyski i telecadira a la base del pic Păpușa.

## Estació d'esports d'hivern
Una zona amb potencial per al turisme d'hivern i l'esquí que disposa d'equipaments turístics és la zona de Novaci - Baia de Fier amb desnivells a la zona de prats de muntanya, exposada al sud-oest en forma de masses d'aire més humides, amb abundants precipitacions en forma de neu i temperatures més baixes per a cotes de 1400 m-1600 m, òptim per a una estació d'aquest tipus. Situat en un dels altiplans de les muntanyes de Parâng (1600 m. d'altitud), a 18 quilòmetres de la població de Novaci i a 63 quilòmetres de Târgu-Jiu, Rânca ha experimentat un ràpid desenvolupament.
Rânca Resort té diverses pistes d'esquí. Des del centre de l'estació arrenca una pista per a principiants, equipada amb nit, que acaba sota el cim del mont Corneșul des d'on, per sobre, enllaça amb altres pistes, una de nivell avançat i una altra de nivell intermedi. A l'entrada de l'estació hi ha un babyski equipat amb una discoteca, i a partir de 2011 Rânca també disposa d'un telecadira que dona servei a tres pistes d'esquí que es troben al peu del pic Păpușa.
Rânca és una excel·lent zona de free-ride, els aficionats al surf de neu i a l'esquí extrem tenen una enorme zona fora de pista, el punt central està representat pel pic Păpușa (alt. 2135 m). La neu mesura més de 200 cm de desembre a abril, mantenint-se la capa de pols per fortes pluges en forma de neu.

## Automobilisme
Cada any, al setembre, en un tram serpentejant de la DN67c entre Novaci i Rânca, té lloc l'etapa del Campionat Nacional de Velocitat Costanera Rânca.

## Museu
El setembre de 2012 es va inaugurar el Museu de la Civilització de la Muntanya a l'estació de muntanya de Rânca, sota els auspicis del Centre Comarcal de Preservació i Promoció de la Cultura Tradicional (CJCPCT) Gorj. Situat a 200 metres de l'entrada de l'estació de Rânca, està dissenyat com un museu viu, en el sentit que, a més de la part museística real relacionada amb la història i les tradicions de la zona pastoral de Gorj, en una de les sales hi ha equipament per fer tots els productes làctics.